# فيتوريو أدورني
فيتوريو أدورني (بالإيطالية: Vittorio Adorni)‏ مواليد 14 نوفمبر 1937 في إيطاليا، هو دراج إيطالي سابق في صنف سباق الدراجات على الطريق.

## سباقات أو مراحل فاز بها
- بطولة العالم لسباق الدراجات على الطريق
- طواف سويسرا
- طواف إيطاليا

## روابط خارجية
- فيتوريو أدورني على موقع أرشيف الدراجات (الإنجليزية)
- فيتوريو أدورني على موقع إحصائيات الدراجات الإحترافية (الإنجليزية)
- فيتوريو أدورني على موقع CycleBase (الإنجليزية)
- فيتوريو أدورني على موقع أوليمبيديا (الإنجليزية)